# Jesuitenkolleg Erfurt

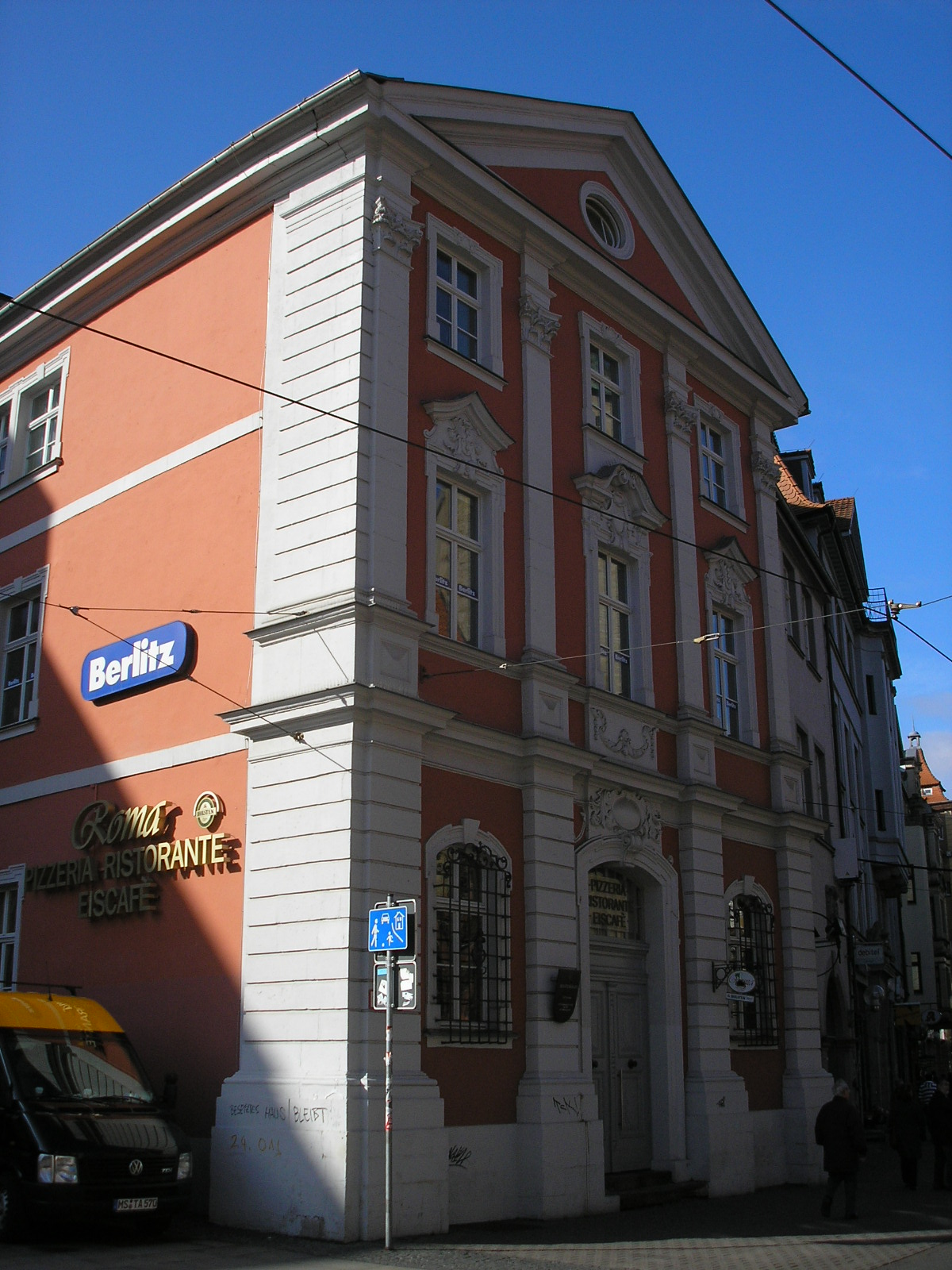
Schaufassade des Kollegs

Das Jesuitenkolleg war ein Kolleg der Jesuiten in Erfurt. Das Gebäude besteht noch heute am Anger, am Beginn der Schlösserstraße.

## Geschichte
Die Jesuiten gründeten 1611 in Erfurt ein Jesuitenkolleg, das 1615 die Gebäude des ehemaligen Reglerstiftes übernahm. Die Schule hat zunächst fünf Klassen, erhielt 1618 eine Oberklasse und fand 1619 förmliche Anerkennung.  Vor der Besetzung der Stadt durch die Schweden verließen die Jesuiten im Jahr 1631 die Stadt. 1658 kehrten  die Jesuiten nach Erfurt zurück und verstärkten ihre Arbeit. Das Kolleg hat zu dieser Zeit 12 Mitglieder: sechs mit der Seelsorge beschäftigte Priester, zwei Magister und vier Brüder. Ein neues Kollegiengebäude wurde 1737 errichtet und bis zum Verbot der Jesuiten 1773 von ihnen bewohnt. Ab 1822 wurde das Gebäude als Schulhaus genutzt. Es zählt zu den bedeutendsten Barockbauten in Erfurt und besitzt zur Schlösserstraße eine repräsentative Schaufassade. Die heute dominantere Ostfassade zum Anger rückte erst 1977 ins Blickfeld, nachdem die Häuser vor ihr abgerissen wurden. Sie ist wenig verziert, da sie ursprünglich nur an eine schmale Gasse grenzte. Heute dient das Jesuitenkolleg als Geschäftshaus.